# 卡片王子大暴走
《卡片王子大暴走》（英語：Exchange Student Zero）是一套由2015年9月開始於澳大利亞卡通頻道的動畫。

## 介绍
故讲述热衷于卡牌游戏的高中生阿斯（Max）和小翰（John）因为开启游戏虚拟世界通向现实世界的大门，所以不小心把卡鲁塔（Karuta）星球的小王子Hiro带到地球的高中校园。

## 外部連結
- Exchange Student Zero（页面存档备份，存于）